# 一過性直腸痛
一過性直腸痛（英語、Proctalgia fugax）とは、突然発症する、持続時間の短い肛門部の疼痛のことである。比較的若い成人女性に多いのに対し、思春期以前は稀で、また、高齢者にも少ない。一過性直腸神経痛とも呼ばれる。

## 概要
一過性直腸痛を持つ者に対して、直腸診や内視鏡診を行っても、形態的（器質的）な異常は認められない。したがって、一過性直腸痛は機能的な原因に由来する疾患であるとされている。その症状は、直腸部に数秒間から数分間にわたって持続する激しい疼痛が突然発症し、その後完全に症状が消失するのが特徴とされる。90％の症例は5分以内に症状が消失する。疼痛は、直腸の奥から突き刺すような鋭い感じ等と表現され、突き上げるようなとも締め付けられるような痛みとも言われる。就寝中に起こることもあり、疼痛のために夜間覚醒することもある。直腸診などによる外的刺激によって誘発されることはない。肛門挙筋症候群（levator ani syndrome）の一亜型とされることもある。ICD-10ではK59.4 Anal spasmに分類される。

## 原因と治療
直腸や骨盤底筋群の痙攣様収縮が原因として示唆されているが、特定には至っていない。確立した治療法は無いが、頻発する場合は神経ブロックやボツリヌス菌製剤の局所注入が試みられている。

## 疫学的知見
ヒトの14 ％が年に少なくとも1回は一過性直腸痛を発症するとされ、さらにヒトの5 ％は年に6回は発症するとされる。男女比では女性に多く、加齢に伴い頻度は減少するが、逆に思春期以前には滅多に発症しない。

## 鑑別診断
下記のような症例との鑑別が問題となる。
- 肛門挙筋症候群 - 持続時間が数十分から数時間、ときに数日に及ぶ。
- 尾骨痛 - 尾骨への圧迫で疼痛が増大することで鑑別できる。
- 帯状疱疹 - 皮疹の有無で鑑別できる。